# Spoorlijn Hultsfred - Västervik
De spoorlijn Hultsfred - Västervik (Zweeds: Smalspårsjärnvägen Hultsfred-Västervik) is een smalspoorlijn in het zuiden van Zweden in de provincie Kalmar län. De lijn verbindt de plaatsen Hultsfred en Västervik met elkaar. Van Jenny tot het station Västervik ligt er drierailig spoor om zowel de treinen over het normaalspoor van de Tjustbanan als deze spoorlijn de mogelijkheid te geven het station te bereiken.
De spoorlijn is 70 kilometer lang en werd in 1879 in gebruik genomen.

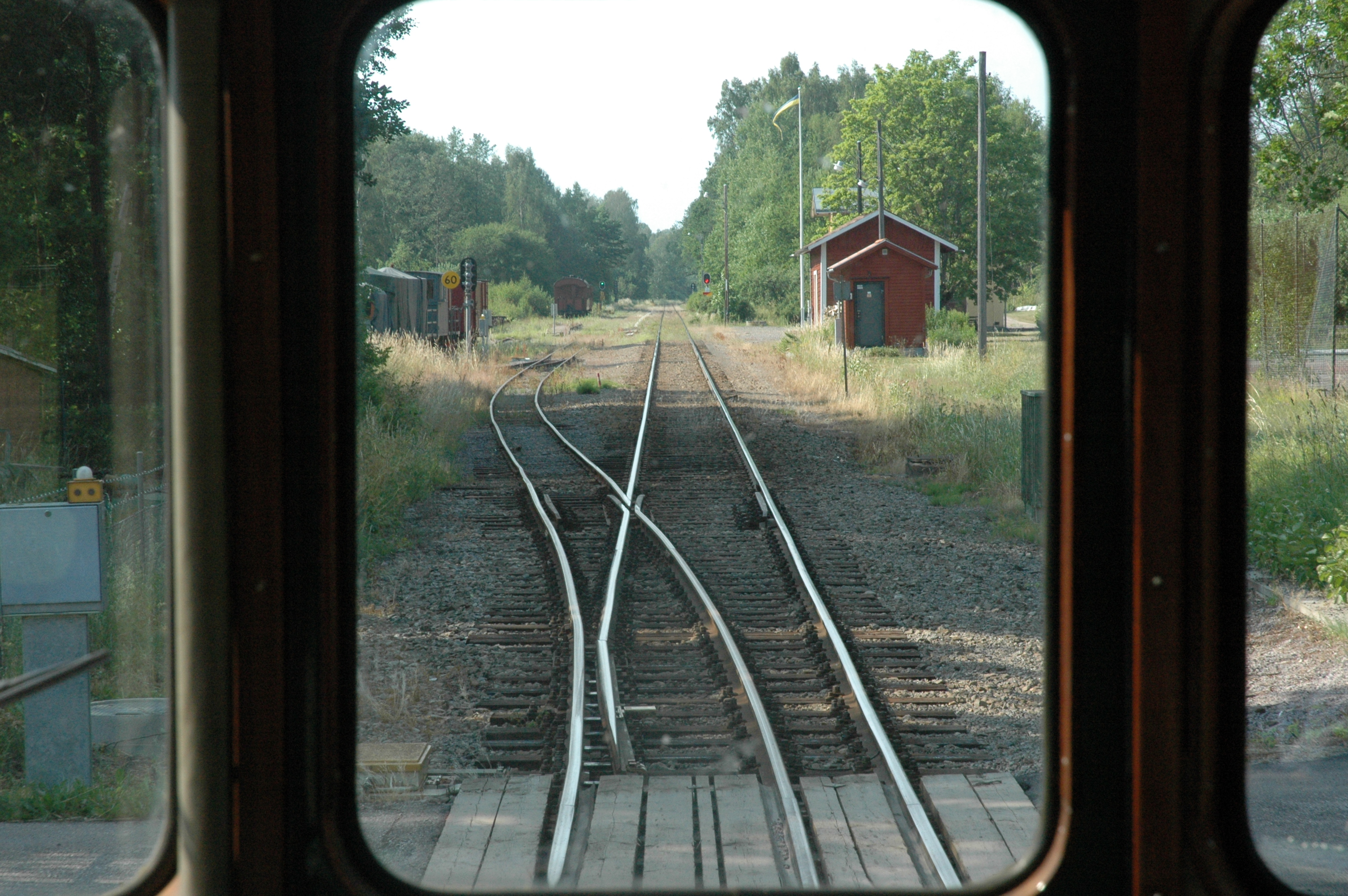
Begin drierailig spoor in Jenny
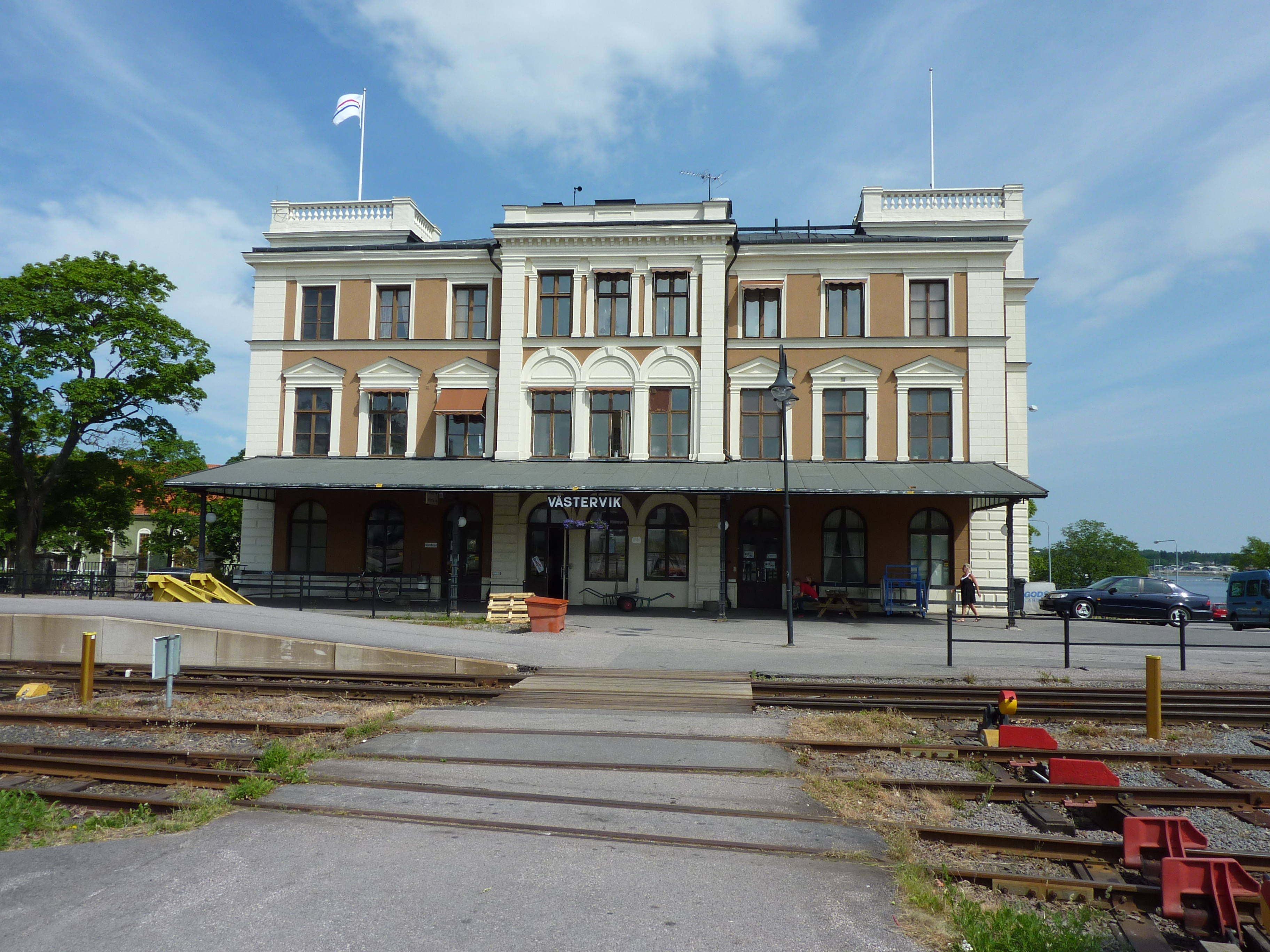
Station Västervik